# Форнацо (Равена)
Форнацо (итал. Fornazzo) је насеље у Италији у округу Равена, региону Емилија-Ромања.
Према процени из 2011. у насељу је живело 12 становника. Насеље се налази на надморској висини од 2 м.